# Wings Hauser
Wings Hauser, egentligen Gerald Dwight Hauser, född 12 december 1947 i Hollywood i Los Angeles, död 15 mars 2025 i Santa Monica, Los Angeles, var en amerikansk skådespelare.

## Biografi
Under studietiden spelade Hauser amerikansk fotboll. 1975 släppte han en skiva, Your Love Keeps Me Off the Streets, under namnet Wings Livinryte.
Som skådespelare har han bland annat synts i TV-serier som The Young and the Restless och filmer som Vice Squad, En soldats historia, Hårda killar dansar inte, The Siege of Firebase Gloria och Tales from the Hood. Han har också varit verksam som manusförfattare, regissör och producent. Hauser har gjort många direkt-till-video filmer.
Hauser är son till manusförfattaren Dwight Hauser, samt är far till skådespelaren Cole Hauser.

## Filmografi
- 1975 – Cannon (TV-serie) (1 avsnitt)
- 1976 – Baretta (TV-serie) (1 avsnitt)
- 1981 – Magnum (TV-serie) (1 avsnitt)
- 1983 – Stuntmannen (TV-serie) (1 avsnitt)
- 1984 – En soldats historia
- 1984 – Hunter (TV-serie) (1 avsnitt)
- 1985 – The A-Team (TV-serie) (2 avsnitt)
- 1985 – Airwolf (TV-serie) (1 avsnitt)
- 1985–1996 – Mord och inga visor (TV-serie) (4 avsnitt)
- 1990–1991 – China Beach (TV-serie) (4 avsnitt)
- 1991 – Beastmaster 2: Through the Portal of Time
- 1992–1993 – Roseanne (TV-serie) (5 avsnitt)
- 1994–1996 – Beverly Hills (TV-serie) (6 avsnitt)
- 1994 – Walker, Texas Ranger (TV-serie) (1 avsnitt)
- 1996 – På heder och samvete (TV-serie) (1 avsnitt)
- 1999 – The Insider
- 2003 – CSI: Miami (TV-serie) (1 avsnitt)
- 2005 – House (TV-serie) (1 avsnitt)
- 2005 – Tredje skiftet (TV-serie) (1 avsnitt)
- 2006 – Monk (TV-serie) (1 avsnitt)
- 2007 – Cold Case (TV-serie) (1 avsnitt)
- 2008 – Bones (TV-serie) (1 avsnitt)
- 2009 – The Mentalist (TV-serie) (1 avsnitt)
- 2010 – Criminal Minds (TV-serie) (1 avsnitt)
- 2016 – Castle (TV-serie) (1 avsnitt)
- 2015 – Hawaii Five-0 (TV-serie) (1 avsnitt)
- 2016 – Rizzoli & Isles (TV-serie) (1 avsnitt)